# 杨继国
杨继国（1952年—），男，回族，宁夏吴忠人，中国民间文艺学家，曾任中国民间文艺家协会副主席，宁夏回族自治区文学艺术界联合会副主席。